# 윤돌도
윤돌도(尹乭島)는 경상남도 거제시 일운면 구조라리 산72에 위치한 섬이다. 거제도로부터 0.5km 떨어져 있다. 이 섬의 상록수림이 2002년 2월 14일 경상남도의 기념물 제239호 거제윤돌섬상록수림으로 지정되었다.

## 개요
윤돌섬은 구조라리 서쪽, 양지마을 남쪽 500m 해상에 위치하고 있으며 면적은 11,207m(3,390평)이고 섬의 70∼80%가 상록활엽수로 덮여있는 무인도이다.

## 같이 보기
- 거제윤돌섬상록수림 - 경상남도 기념물 제239호